# 苦马豆素
苦马豆素，即(1S,2R,8R,8aR)-八氢吲嗪-1,2,8-三醇，是一种有机化合物，化学式为C8H15NO3。它可由2,3-O-亚异丙基-D-赤酮酸内酯为原料，经多步反应得到，产率为23%。